# Rhododendron pudiense
Rhododendron pudiense är en ljungväxtart som beskrevs av Xiang Chen och Jia Y.Huang. Rhododendron pudiense ingår i släktet rododendron, och familjen ljungväxter. Inga underarter finns listade i Catalogue of Life.